# Función de Whittaker

Gráfico de la función de Whittaker M k,m(z) con k=2 y m= ⁠
1
/
2
⁠ en el plano complejo de -2-2i a 2+2i con colores creados con la función ComplexPlot3D de Mathematica 13.1

En matemáticas, la función Whittaker es una solución especial de la ecuación de Whittaker, una forma modificada de ecuación hipergeométrica confluente introducida en 1904 por Edmund Whittaker (1873-1956) para hacer que las fórmulas impliquen soluciones más simétricas. Más generalmente, Jacquet (1966, 1967) introdujo funciones Whittaker de grupos reductivos sobre campos locales, donde las funciones estudiadas por Whittaker son esencialmente los casos donde el campo local es el de los números reales y el grupo es SL2(R).

## Función hipergeométrica confluente
La función hipergeométrica confluente juega un papel importante en la teoría de funciones especiales. Es una forma degenerada de una ecuación diferencial hipergeométrica donde dos de los tres singularidades regulares se funden en una singularidad irregular. Hay varias formas estándar de esta función, una de ellas la de Whittaker. Otras son la Kummer, la de Tricomi, o las funciones de onda de Coulomb.

## Funciones de Whittaker
La ecuación de Whittaker es
{\displaystyle {\frac {d^{2}w}{dz^{2}}}+\left(-{\frac {1}{4}}+{\frac {\kappa }{z}}+{\frac {1/4-\mu ^{2}}{z^{2}}}\right)w=0.}
Tiene un punto singular regular en 0 y un punto singular irregular en ∞. Existen dos soluciones dadas por las funciones de Whittaker Mκ,μ(z), Wκ,μ(z), se definen en términos de ecuación hipergeométrica confluente de Kummer M y U por:
{\displaystyle M_{\kappa ,\mu }\left(z\right)=\exp \left(-z/2\right)z^{\mu +{\tfrac {1}{2}}}M\left(\mu -\kappa +{\frac {1}{2}},1+2\mu ;z\right)}
{\displaystyle W_{\kappa ,\mu }\left(z\right)=\exp \left(-z/2\right)z^{\mu +{\tfrac {1}{2}}}U\left(\mu -\kappa +{\frac {1}{2}},1+2\mu ;z\right).}
Las funciones Whittaker aparecen como coeficientes de representaciones del grupo SL2(R), llamado modelos de Whittaker.
Surgen como soluciones a la ecuación diferencial Whittaker. Las soluciones linealmente independientes de esta ecuación son:
y M_(k, -m)(z), donde es una función hipergeométrica confluente de la segunda clase , y (Z)_n es un símbolo Pochhammer . En términos de funciones confluente hipergeométrica de las primeras y segundas clases , estas soluciones son:
Estas funciones se implementan en el Lenguaje Wolfram como WhittakerM [ k , m , z ] y WhittakerW [ k , m , z ], respectivamente.
Whittaker y Watson definen:
siempre R [k-1/2-m] <= 0y k-1/2-mno es un entero. Un caso particular es el dado por:
para x mayor que 0.
Las funciones de Whittaker están relacionados con las funciones de cilindros parabólicos:
Cuando |Argz|<3pi/2y/2m no es un número entero:
Cuando |Arg (-z)|<3pi/2y/2m no es un número entero:
Funciones de Whittaker que satisfacen las relaciones de recurrencia:

## Ecuación de Whittaker. Fórmula de Interpolación de Whittaker-Shannon
La Fórmula de interpolación Whittaker–Shannon o interpolación «sinc» es un método para construir una banda o línea de tiempo continuo, en función de una secuencia de números reales. Dada una secuencia de números reales, x[n], la función continua:
tiene una Transformada de Fourier, X(f), cuyos valores no nulos están limitados a la región: |f|≤1/2T. cuando el parámetro T tiene unidades de segundos, la banda o línea, 1/2T, tiene unidades de ciclos/segundos (hertz). Cuando la secuencia x[n] representa muestras de tiempo, en el intervalo T, de una función continua, la cantidad fs=1/T que se conoce como la Frecuencia de muestreo, y fs/2 es la que corresponde con la frecuencia de Harry Nyquist . Cuando la función de muestreo tiene un límite de banda, B, menor que la frecuencia de Nyquist, x(t) es una perfecta reconstrucción de la función original. De lo contrario, los componentes de frecuencia por encima de la frecuencia de Nyquist se pliegan en la región sub-Nyquist de X (f), lo que resulta en una distorsión.